# Лінідж

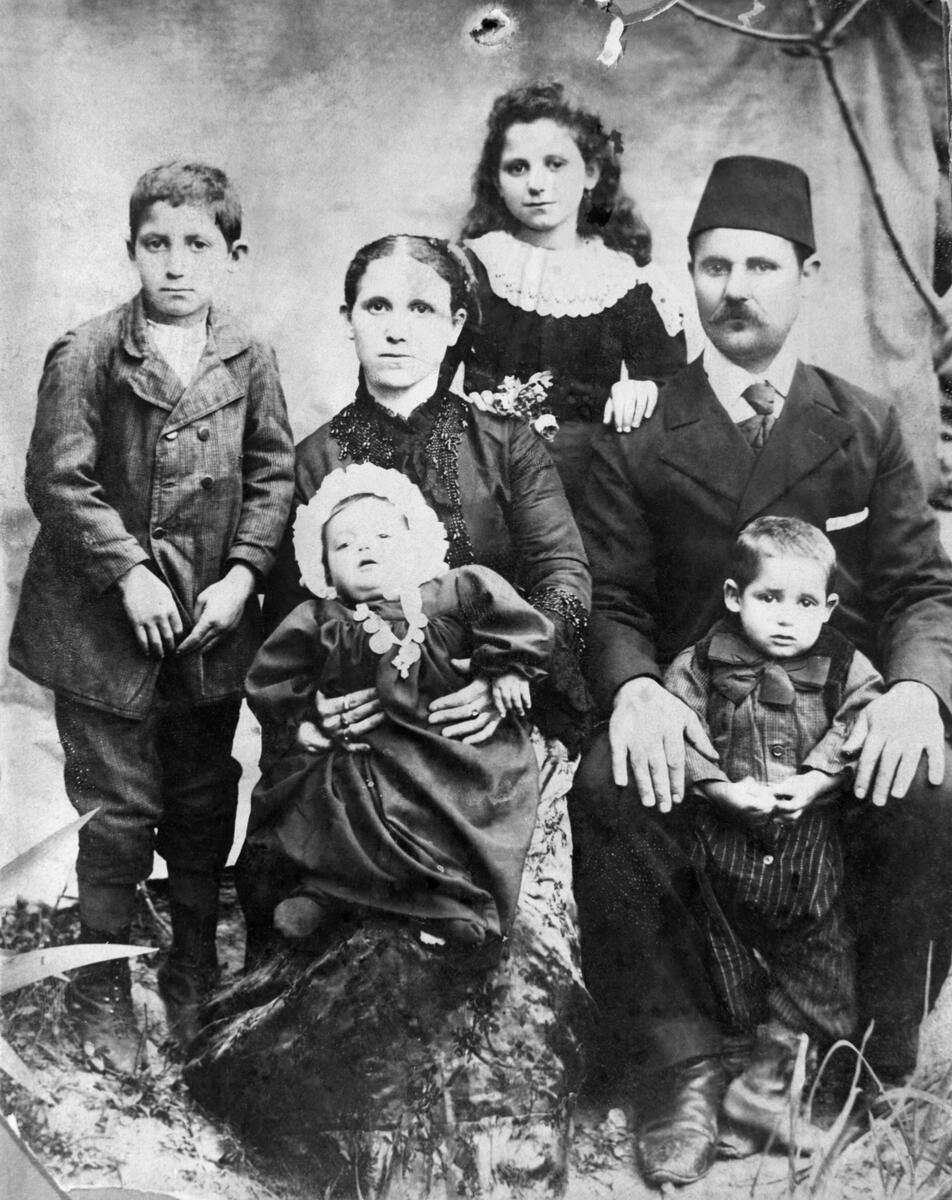
Грецька родина

Лінідж (англ. lineage — походження; рід) — найпоширеніша в складних недержавних (а також архаїчних державних) суспільствах форма устрою родинних об'єднань, які мають або батьківську, або материнську філіацію, заснована на генеалогічному принципі. Всі члени лініджу можуть простежити свої генеалогічні зв'язки один з одним, які ведуть до одного реального предка.
Розрізняються лініджі матри- і патрилінійні, малі та великі, максимальні та мінімальні. Вони часто екзогамні, але не обов'язково.
Іноді лінідж ототожнюють із родом, але це не одне й те саме. Рід це ширше поняття, яке охоплює не лише лініджі, але й клани. Іноді лінідж ототожнюють із патронімією.